# Technikal
Alf Bamford, mieux connu sous le nom de scène Technikal, est un DJ et producteur britannique.

## Biographie
Bamford commence à se faire connaître en tant que DJ de hard dance « avant-gardiste » vers 2002, lorsque son single Annihilation est largement diffusé dans l'émission de John Peel sur BBC Radio 1. Bamford, en plus d'être connu sous le pseudonyme Technikal, sort également de la musique sous le nom alternatif de Technikore.
Technikal atteint la 10e place du classement officiel UK Dance au Royaume-Uni en 2005, avec son single Global Panic/System Shock. Sous le nom de Technikore, Bamford se produit sur BBC Radio 1, y compris un mix invité pour l'émission Kutski en 2011.
En janvier 2012, Technikal sort l'album Resonate 6 - The Brutal Sound of Hard Trance sur le label Tidy Trax. Il est bien accueilli par la critique dans le magazine Mixmag avec une note de 10/10, et est nommé « compilation du mois ». Plus tard, en septembre de la même année, la compilation de hard dance « éclectique » de Technikal, Soldier of Sound, est également nommée « compilation du mois par Mixmag. Sous le nom de Technikore, avec Andy Farley et Mark Eg, il sort en 2012 la compilation Harder Louder Faster. Avec des morceaux oscillant entre 140-175 BPM, l'album est nommé « compilation du mois de novembre » par Mixmag.
En tant que Bamford, il coécrit le morceau All the Wrong Places, qui atteint la 13e place du classement des singles au Royaume-Uni en 2013. En septembre 2016, son single produit avec Steve Hill et Yoz, Keep on Rockin, est désigné comme la chanson du mois par Mixmag. En 2022, un titre coproduit avec Suae, Dance With the Groove, est inclus dans la compilation Devotions : Chapter I.
En 2016, Bamford déménage en Australie. 

## Discographie

### Singles
| Titre                              | Artiste                                        | Année | UK Singles | UK Dance | UK Ind. |
| ---------------------------------- | ---------------------------------------------- | ----- | ---------- | -------- | ------- |
| Global Panic/System Shock          | Technikal PTS                                  | 2005  | 84         | 10       | 19      |
| N20 (Found Some Gas)/Anxious Heart | Technikal                                      | 2006  |            |          | 42      |
| More and More/Bad Girl             | Kym Ayers feat. Technikal                      | 2006  |            |          | 30      |
| Match Point                        | Tony Heron and Frank Farrell (Technikal remix) | 2012  |            |          |         |
| Ideal                              | Technikal                                      | 2014  |            |          |         |
| Your World                         | Technikal                                      | 2016  |            |          |         |
| Keep on Rockin                     | Technikal, Steve Hill & Yoz                    | 2016  |            |          |         |
| All That It Takes (Draugen Anthem) | Technikore                                     | 2017  |            |          |         |
| Thank You                          | Technikal, Steve Hill and Francesco            | 2018  |            |          |         |
| Freakz                             | Technikore and Ravine                          | 2018  |            |          |         |